# NGC 684

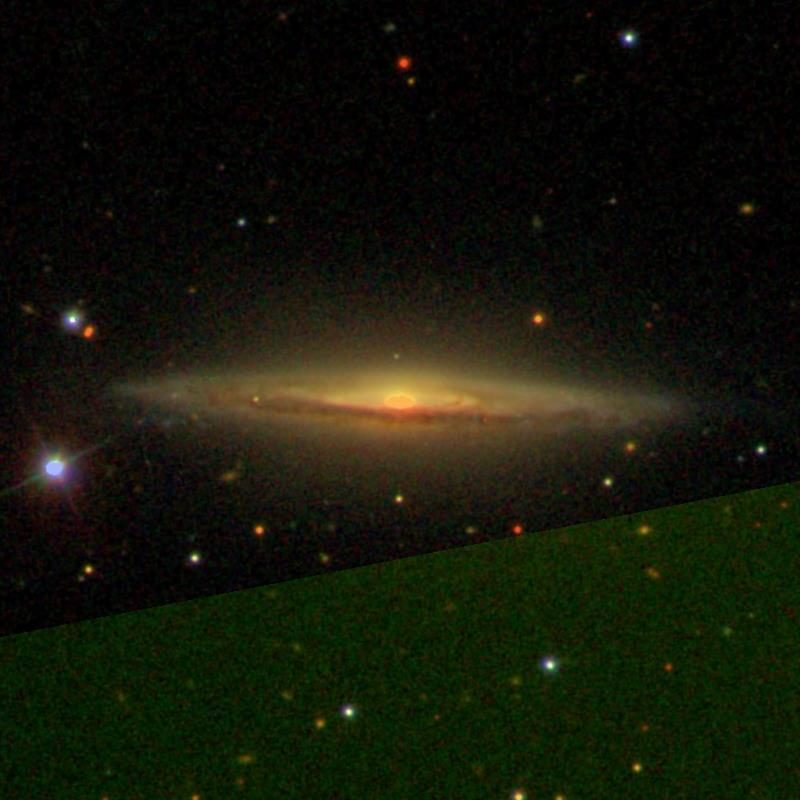
NGC 6844

IC 165(또는, NGC 684)는 삼각형자리에 있는 지구로부터 약 1억 3,500만 광년 떨어진 나선 은하이다. 이 은하는 1786년 10월 26일에 윌리엄 허셜이 발견했으며 겉보기등급은 13.0으로 맨눈으로 관측이 불가능하다. 크기는 약 137,500광년으로 추정된다.

## 초신성
NGC 684에서 두 개의 초신성이 관찰되었다.
- SN 2021ass (II형, 겉보기 등급 +18.1122), 2021년 1월 18일에 발견[3]

- SN 2025aml(II형, 겉보기 등급 +18.1168), 2025년 1월 31일에 발견[4]